# Mount Smart Stadium
Il Mt Smart Stadium, ex Ericsson Stadium, è uno stadio di Auckland, Nuova Zelanda.
È lo stadio del team del National Rugby League dei New Zealand Warriors. Costruito ai piedi del Monte Smart, è situato a 10 chilometri a sud del centro della città, nel sobborgo di Penrose. Lo stadio può contenere fino a 47.000 persone.